# Десант на Сухому лимані (1919)
Деса́нт на Сухо́му лима́ні 1919 ро́ку — операція військ Білої армії спрямована на захоплення Одеси, яка перебувала під владою більшовиків.
Почав її 10 серпня 1919 зведений драгунський полк (полк. Д. І. Туган-Мірза-Барановський — 74 офіцери, 841 солдат, 253 коней і 38 возів) у районі насипу Сухого лиману і Великого Фонтану. Начальником десанту став призначений 7 серпня 1919 ст.лейтенант В. О. Меркушов, колишній командир підводного човна «Окунь», що діяв на Балтійському морі під час Першої Світової війни. Загальне командування здійснював капітан 1 рангу П. П. Остелецький — ком. крейсера «Генерал Корнілов», на підтримку якого прибула англійська ескадра в складі крейсера «Карадок», 3 міноносців та 2 транспортів з гідропланами. Одного з двох гідропланів, що провадили розвідку в районі Олександрівки, підбили червоноармійці з охорони мануфактурних складів, а льотчика полонили.
О 5 годині ранку 10 серпня драгуни (250—300 чол.) висадились на пересипу Сухого лиману й рушили на дачу Ковалевського. О 8 ранку обслуга червоної гаубичної батареї (дві гармати) перейшла на бік десанту, і він дійшов аж до лінії Аркадія — Малий Фонтан — Татарка. В районі Великого Фонтану білогвардійці без бою захопили маяк з прожекторами.
Висадивши на берег основні сили, полк розділили на колони, які скерували до Одеси:
- Петроградський ескадрон (1 колона — ротмістр Рубцов) рухався узбережжям до центру міста по лінії Аркадія — Французький Бульвар — Ланжерон;
- 2 ескадрон (2 колона — ротмістр Лесеневич) — по лінії трамваю через Великий Фонтан до центрального залізничного вокзалу;
- головного удару завдавали кавалеристи полк. Мірзи Туган-Барановського (2 колони — полк. Зотов і штабс- ротмістр Глазер), що рухалися по Люстдорфській дорозі до одеської тюрми;
- 1 ескадрон (5 колона — ротмістр Юрицин) діяв у напрямку товарної станції.; два Новорос. ескадрони: 5 (ротмістр Ляшков) — у резерві;
- а 6 колона (ротмістр Аладьїн) — прикривав шлях на Овідіополь.

Одесу захищали незначні сили 47 стрілецької дивізії М. Д. Логофета, що окопалися в районі літніх таборів та в Чубаївці (600 бійців і пан-В. О. Меркушов), інші влаштували позиції на дорозі з Молдованки в Аркадію (800 бійців 415 і 416 полків). Їх розстріляли гарматами з кораблів.
Крім того, антибільшовицька група полковника Сабліна (грузинська сотня під командою колишніх офіцерів Російської імператорської армії — ротмістр Ассабалов і поручик Габахадзе) підняла повстання в центрі Одеси.
Об'єднаними зусиллями білогвардійці витіснили більшовиків з міста.